# Ferrovia ad alta velocità Ankara-Konya
La ferrovia ad alta velocità Ankara–Konya è una linea ferroviaria turca che connette Ankara e Konya.

## Storia
I lavori sono iniziati nel 2006 e linea è stata inaugurata il 23 agosto 2011.

## Tracciato
La linea condivide i primi 93 km con la ferrovia ad alta velocità Istanbul–Ankara per poi correre lungo 212 km di linea nuova tra Polatlı e Konya. I treni impiegano 1:15 per coprire la distanza.